# NGC 6290
NGC 6290 is een balkspiraalstelsel in het sterrenbeeld Draak. Het hemelobject werd op 13 augustus 1885 ontdekt door de Amerikaanse astronoom Lewis A. Swift.

## Synoniemen
- UGC 10665
- MCG 10-24-88
- ZWG 299.43
- ARAK 513
- PGC 59428